# Alojzy Jeleń
Alojzy Jeleń (ur. 19 czerwca 1899 w Gorzycach, zm. po 1939 w Auschwitz) – powstaniec śląski.
W latach I wojny światowej walczył w armii niemieckiej. Należał od 1919 do Polskiej Organizacji Wojskowej Górnego Śląska w Gorzycach. Podczas III powstania śląskiego dowódca 10 kompanii 3 baonu 4 pułku strzelców raciborskich, wyróżnił się przy zdobywaniu Bukowa nad Odrą.
W okresie międzywojennym członek Związku Powstańców Śląskich w Gorzyczkach. Po wybuchu II wojny światowej, już w pierwszych dniach okupacji hitlerowskiej aresztowany i przesłany do KL Auschwitz, gdzie zginął. Brak bliższych informacji o losie tego więźnia.

## Odznaczony
- Krzyż Niepodległości (15 kwietnia 1932)[4]
- Krzyż na Śląskiej Wstędze Waleczności i Zasługi klasy II (3 maja 1933)[5]